# هيلين كاتزارس
هيلين كاتزاراس (Hélène Catzaras) هي ممثِّلة تونسيَّة من أصل يونانيّ والدتها أمريسا تسمبازي (المولودة في جزيرة كاستلوريزو اليونانيَّة)، ووالدها هو ميخائيل كاتزاراس. وُلِدت هيلين في مدينة صفاقس (تونس). شاركت في عدد من الأفلام التّونسيَّة، كان أوَّل ظهور لها في فيلم "شمس الضِّباع" للمخرج التّونسي رضا الباهي عام 1975. وهي تدير قسم الثّقافة اليونانيَّة في تونس.

## أعمالها
- 2016: فيلم "ليليا .. بنت تونسية" للمخرج محمد الزّرن
- 2010: الفيلم القصير "حدث ذات فجر" للمخرج محمد علي النهدي
- 2009: الفيلم القصير "وأنتظر" للمخرجة شادية الوسلاتي
- 2008: الفيلم التلفزيوني "فيلا ياسمين"، للمخرج فريد بوغدير
- 2004: الفيلم القصير "القطار" للمخرجة سلمى بكار و المخرج قتيبة الجنابي
- 2002: الفيلم التلفزيوني "طلاق إنشاء" للمخرج المنصف ذويب
- 1997: فيلم "الرديّف 54" (المأخوذ عن رواية محمد صالح الجابري «يوم من أيّام زمرا»)، للمخرج علي العبيدي.
- 1997: فيلم "البرتقال المرّ" (Oranges amères)، للمخرج الفرنسيّ ميشيل ساتش : دور هيلين.
- 1996: فيلم "صيف حلق الوادي" للمخرج فريد بوغدير : دور لوسيا.
- 1994: فيلم "صمت القصور" للمخرجة مفيدة التلاتلي : دور فلّة.
- 1992: فيلم "يا سلطان المدينة" للمخرج المنصف ذويب.
- 1990: فيلم "عصفور السّطح" للمخرج فريد بوغدير : دور لطيفة.
- 1987: فيلم "طفل إسمه يسوع" (Un bambino di nome Gesù) للمخرج الإيطالي فرانكو روسي.
- 1982: فيلم "ظل الأرض" للمخرج الطيب الوحيشي.
- 1977: فيلم "شمس الضِّباع" للمخرج رضا الباهي. : دور مريم.

## وصلات خارجية
- هيلين كاتزارس على موقع IMDb (الإنجليزية)
- هيلين كاتزارس على موقع قاعدة بيانات الأفلام العربية
- هيلين كاتزارس على موقع ألو سيني (الفرنسية)
- هيلين كاتزارس على موقع أول موفي (الإنجليزية)
- هيلين كاتزارس على موقع قاعدة بيانات الأفلام السويدية (السويدية)
- هيلين كاتزارس على موقع قاعدة بيانات الفيلم (الإنجليزية)
- هيلين كاتزارس على موقع كينوبويسك (الروسية)